# Brontë Parsonage Museum
Pour les articles homonymes, voir Brontë.
Le Brontë Parsonage Museum (« Musée du Presbytère des Brontë ») est entretenu par la Brontë Society en l'honneur des célèbres sœurs Brontë — Charlotte, Emily et Anne Brontë. Il est situé à Haworth, dans le West Yorkshire, région de l'Angleterre dont la campagne offre de vastes paysages de lande (Moorland). 
Ce musée est apprécié de tous ceux qui cherchent à retrouver les sources de l'inspiration des sœurs Brontë, d'autant que c'est là qu'elles vécurent la plus grande partie de leur vie et écrivirent leurs œuvres.  

## Évolution des lieux

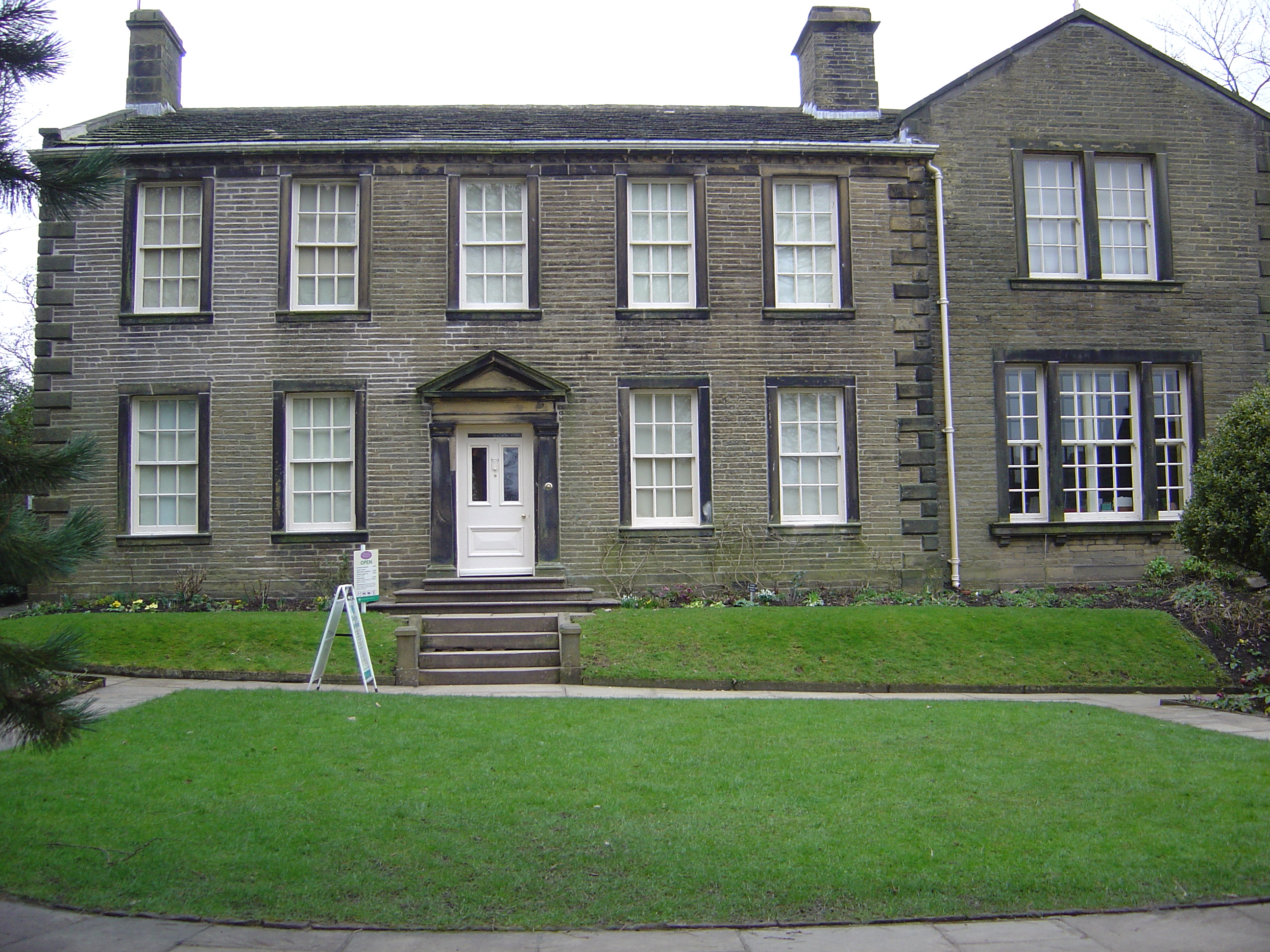
Le presbytère de Haworth, qui fut la maison des Brontë, est aujourd'hui transformée en musée, sous le nom de Brontë Parsonage Museum

Du temps des Brontë, la partie aile avec pignon (Gable Wing (en)) qui agrandit la maison à droite n'était pas là. Elle a été ajoutée par le Révérend John Wade, successeur de Mr Brontë, de 1872 à 1878, année de la finition des travaux. De plus, il n'y avait que trois marches sur le perron.
En 1879, Le Révérend Wade a fait démolir l'église qui était vétuste et en a fait construire une autre. Seule la tour originale du clocher a été conservée, avec son horloge. On y voit toujours les impacts des balles que Mr Brontë tirait chaque matin pour vider les deux pistolets qu'il chargeait tous les soirs et gardait la nuit auprès de lui.

## LaBrontë Society

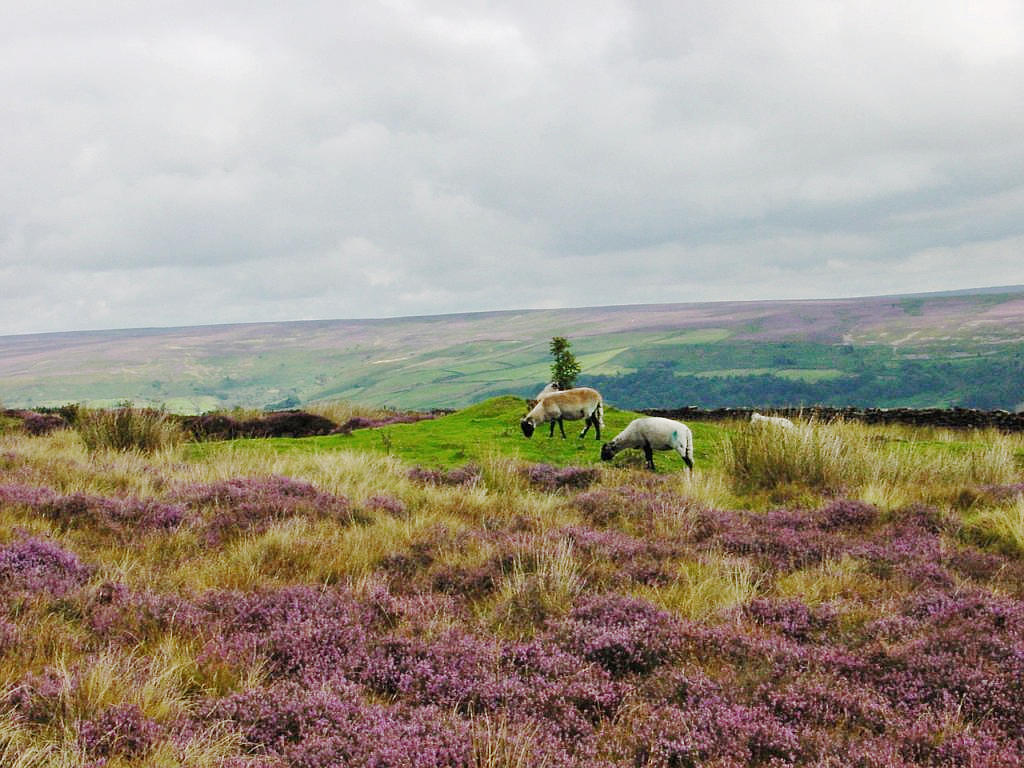
Paysage des moors du Yorkshire, qui plaisait tant aux sœurs Brontë

La Brontë Society est une des plus vieilles associations littéraires du monde anglo-saxon ; c'est également une société de bienfaisance reconnue comme telle. Cette association est ouverte à tous, et se donne pour mission de préserver le patrimoine représenté tant par le musée lui-même que par les collections de livres qui s'y trouvent.
Elle ne concerne pas seulement le Royaume-Uni, car elle a des antennes dans beaucoup d'autres pays, en Irlande, aux États-Unis, au Canada, en Australie, en Italie, en Afrique du Sud, dans certaines contrées scandinaves, etc.
La Brontë Society organise ou coordonne des sorties, des conférences, des débats, des correspondances, toujours centrés sur un thème relatif à la famille ou à un aspect de son œuvre. Certains couples choisissent même de se marier en l'église St Michael and All Angels, de la chaire de laquelle la belle voix du pasteur a si souvent et si éloquemment retenti.